# Henri Buch
Pour les articles homonymes, voir Buch.
Henri Buch, né le 1er juillet 1910 à Paris et mort le 18 juin 1972 à Bruxelles, est un juge d'instruction, conseiller d'État et professeur à l'Université libre de Bruxelles. 
Il fut un fervent résistant sous l'occupation en 1940-1045. Buch est un communiste engagé, Commandant national des Partisans Armés, prisonnier politique et victime d'actes antisémites et anti-communistes durant son parcours professionnel et son parcours de résistant. 
Enfin, Buch est l'un des fondateurs de la section juridique du Centre National de Recherches de Logique ainsi que du Centre de Philosophie du Droit de l'ULB. Il est à ce titre une figure de l'École de Bruxelles (droit) notamment en lançant les recherches sur le thème de « L'égalité ».

## Biographie
Henri Buch est né à Paris en 1910. Ses parents émigrent en Belgique, à Anvers en 1919. Il vient d'une famille bourgeoise, intellectuelle et aisée juive. Son père est commerçant et négociants de diamants. Il étudie à l'Athénée Royale d'Anvers avec Chaïm Perelman et René Dekkers. Il épouse à Bruxelles, en 1935, Fania Bloch. À la suite de son décès, il épousera à Bruxelles, en 1947, Irma Peiser. Deux enfants naîtront de cette union. Il obtient la nationalité belge en 1926. 

## Études
Henri Buch fait ses études à Bruxelles, à l'Université libre de Bruxelles où il étudie la philosophie, le droit et l'économie financière. Il obtient en 1932 son doctorat en droit en langue néerlandaise. 

## Guerre et résistance
Henri Buch fait son service militaire en 1936 et devient lieutenant de réserve. Il sera fortement impliqué dans la résistance pendant l'occupation de Bruxelles. Il devient responsable national des cadres du parti clandestin puis commandant national des partisans armés en 1945. Il est arrêté le 5 juillet 1944 pour être torturé et envoyé dans les camps de concentration nazis. Il sera libéré et rapatrié en mai 1945 mais restera lourdement handicapé à la suite des tortures endurées. 

## Carrière judiciaire
Henri Buch est nommé, le 16 janvier 1936, Juge au Tribunal de Première instance d'Anvers. 
Du fait de son identité juive, sa nomination agitera les milieux antisémites. Un événement unique dans les annales politiques et judiciaires belges.
Il est ensuite nommé, en 1937, juge d'instruction au Tribunal de Première instance de Bruxelles. Il s'illustre dans l'affaire du Crédit Anversois en incarcérant pour la première fois des dirigeants de banque. Il sera ensuite l'objet d'une interpellation parlementaire au Ministre de la Justice. Le Procureur du Roi, Ganshof van der Meersch, lui exprimera son appréciation face aux mesures mises en place durant l'instruction. Remarqué pour ses capacités juridiques, il est nommé Conseiller d'état le 17 novembre 1947 lors de la création de l'institution. 
Henri Buch fait face à un procès pour radiation du barreau à cause de son appartenance ouverte au parti communiste en 1956. 

## Institutions
En 1959, Buch entre dans le corps professoral de l'ULB comme chargé de cours du Contentieux administratif en langue française. Il est nommé professeur extraordinaire en 1961. 
Henri Buch est l'une des chefs des figures de l'École de Bruxelles de l'après-guerre. 
Il fonde avec ses amis R. Dekkers et Ch. Perelman, en 1956, la section juridique du Centre National de Logique, connue sous le nom de l'« École de Bruxelles », mettant en rapport l'étude de l'argumentation et l'observation de la pratique judiciaire. Il contribue activement aux travaux et ouvrages collectifs du Centre depuis sa création jusqu'à sa mort. En 1967, il fonde à l'ULB avec ses collègues de la Faculté de droit, Chaïm Perelman et Paul Foriers, le Centre de Philosophie du Droit et lance le thème de « l'Égalité ». « La notion d'égalité dans les principes généraux du droit », en 1971, fut sa dernière contribution aux publications du Centre. 

## Ouvrages
L'Égalité, avec Paul Foriers et Chaïm Perelman, Bruxelles, Bruylant, 1971.